# Lijst van landen in 1920
Hieronder volgt een lijst van landen van de wereld in 1920.

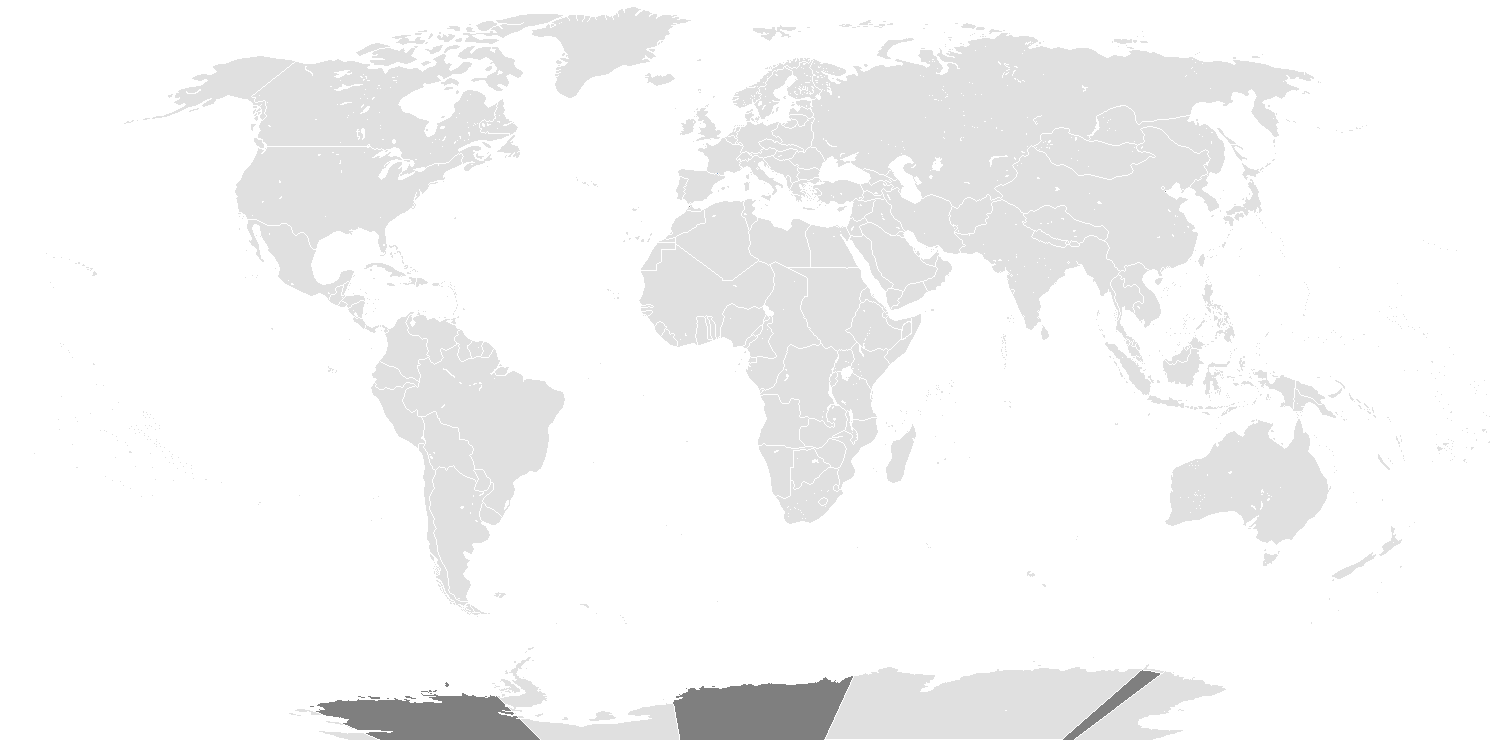
Staatkundige kaart van 1920

## Uitleg
- Op 1 januari 1920 waren er 62 erkende onafhankelijke staten (inclusief Andorra[1], exclusief dominions van het Britse Rijk en exclusief vazalstaten). In 1920 verdwenen de Derwisjstaat, Armenië en Azerbeidzjan als onafhankelijke staten en ontstonden Hongarije, Albanië, Hidjaz en Fiume.
- De in grote mate onafhankelijke Britse dominions zijn weergegeven onder het kopje dominions van het Britse Rijk.
- Alle de facto onafhankelijke staten zonder ruime internationale erkenning zijn weergegeven onder het kopje niet algemeen erkende landen.
- Afhankelijke gebieden en gebieden die vaak als afhankelijk gebied werden beschouwd, zijn weergegeven onder het kopje niet-onafhankelijke gebieden.
- Autonome gebieden, bezette gebieden en micronaties zijn niet op deze pagina weergegeven.

## Staatkundige veranderingen in 1920
- Januari: einde van het Noord-Kaukasisch Emiraat.
- 10 januari: naar aanleiding van het Verdrag van Versailles wordt Danzig (voorheen Duits grondgebied) een vrije stad onder toezicht van de Volkenbond, wordt Moresnet (voorheen een Belgisch-Duits condominium) door België ingelijfd, wordt het Saargebied (voorheen Duits grondgebied) een door de Britten en Fransen bestuurd mandaatgebied en wordt het Memelland (eveneens voormalig Duits grondgebied) een onder toezicht van de Fransen staand mandaatgebied van de Volkenbond.
- 13 januari: Letland wordt niet meer betwist tussen 2 regeringen.
- 7 februari: einde van de Russische vazalstaat Voorlopige Regering van autonoom Siberië: Vladivostok en Omsk.
- 9 februari: het Spitsbergenverdrag kent Spitsbergen aan Noorwegen toe, maar Spitsbergen krijgt wel een speciale status.
- 1 maart: Hongarije wordt onafhankelijk van Roemenië.
- 8 maart: uitroeping van het onafhankelijke Arabische Koninkrijk Syrië. Hiervoor was Syrië een door de Britten bezet deel van het Ottomaanse Rijk. Internationaal wordt de staat niet erkend.
- 17 maart: het de facto onafhankelijke Koeban gaat bij Rusland horen.
- Maart: de de facto onafhankelijke Republiek Lemko wordt bij Polen gevoegd.
- 6 april: oprichting van de Russische vazalstaat Verre-Oostelijke Republiek.
- 23 april: oprichting van de Grote Nationale Assemblee van Turkije in oppositie tegen het Ottomaanse bewind in het Ottomaanse Rijk.
- 28 april: de Democratische Republiek Azerbeidzjan wordt de Azerbeidzjaanse Socialistische Sovjetrepubliek (als Russische vazalstaat).
- 30 april: het Russische protectoraat Kanaat Xiva wordt de Russische vazalstaat Volksrepubliek Khorezm.
- 7 mei: Åland krijgt meer autonomie.
- Juni: Gilan wordt onafhankelijk van Perzië (als Russische vazalstaat).
- Juni: de door slechts enkele landen erkende Bergrepubliek van de Noordelijke Kaukasus wordt bij Rusland gevoegd.
- 8 juli: oprichting van de Galicische Socialistische Sovjetrepubliek (als Russische vazalstaat).
- 17 juli: de Republiek Mirdita verklaart zich onafhankelijk.
- 23 juli: het protectoraat Brits-Oost-Afrika wordt officieel samengevoegd met het Witu-Protectoraat tot de Kolonie en Protectoraat Kenia (sedert 1905 werd het Witu-Protectoraat al bestuurd vanuit Brits-Oost-Afrika).
- 24 juli: Frankrijk bezet het Arabische Koninkrijk Syrië.
- 10 augustus: het Verdrag van Sèvres. Mesopotamië en Palestina worden Britse mandaatgebieden (Brits Mandaat Mesopotamië en het Mandaatgebied Palestina). Syrië wordt een Frans mandaatgebied (Frans Mandaat Syrië). De onafhankelijkheid van het Koninkrijk Hidjaz wordt erkend door Turkije. Het verdrag zal nooit worden geratificieerd door het uitbreken van de Turkse Onafhankelijkheidsoorlog.
- 26 augustus: einde van de de facto onafhankelijkheid van de Alash Autonomie. Het gebied gaat bij Rusland horen.
- Augustus: het Sjeikdom Opper-Asir wordt een protectoraat van het Koninkrijk Hidjaz.
- 1 september: de Fransen splitsen de Staat Groot-Libanon en de Staat Aleppo af van het Frans Mandaat Syrië. Op 2 september volgt de Alawitenstaat en op 3 september de Staat Damascus.
- 8 september: Carnaro wordt de facto onafhankelijk.
- 21 september: de Galicische Socialistische Sovjetrepubliek wordt bij Polen gevoegd.
- September: Albanië wordt onafhankelijk van Italië.
- 8 oktober: het Russische protectoraat Emiraat Buchara wordt een Russische vazalstaat onder de naam Volksrepubliek Buchara.
- 12 oktober: vorming van de Republiek Centraal-Litouwen als Poolse vazalstaat.
- 12 november: bij het verdrag van Rapallo wordt de Vrijstaat Fiume opgericht. Fiume zelf is echter nog in handen van het niet-erkende Italiaans Regentschap Carnaro.
- 20 november: einde van de onafhankelijkheid van de Republiek Mirdita.
- 29 november: de Republiek Armenië wordt de Armeense Socialistische Sovjetrepubliek (als Russische vazalstaat).
- 5 december: het de facto onafhankelijke Noord-Ingermanland gaat weer bij Rusland horen.
- 17 december: West-Samoa wordt een Nieuw-Zeelands mandaatgebied en het Territorium Nieuw-Guinea wordt een Australisch mandaatgebied (voorheen bezet gebied).
- 30 december: Carnaro wordt verslagen door de Italianen. Het gebied komt toe aan de Vrijstaat Fiume.
- De de facto onafhankelijke Republiek Don wordt bij Rusland gevoegd.
- Oprichting van het Japanse Zuid-Pacifisch Mandaatgebied (voorheen bezet gebied).
- De Derwisjstaat wordt door de Britten verslagen.

## Algemeen erkende landen

### A
| Korte landsnaam (Nederlands)    | Officiële landsnaam (Nederlands)     | Korte landsnaam (oorspronkelijke taal/talen) |
| ------------------------------- | ------------------------------------ | -------------------------------------------- |
| Afghanistan                     | Emiraat Afghanistan                  | Dari en Pasjtoe: Afghānestān / افغانستان     |
| (tot 1920) Albanië (vanaf 1920) | Vorstendom Albanië (vanaf september) | Albanees: Shqipëria                          |
| Andorra                         | Vorstendom Andorra                   | Catalaans: Andorra                           |
| Argentinië                      | Republiek Argentinië                 | Spaans: Argentina                            |
| Armenië (tot 29 november)       | Republiek Armenië                    | Armeens: Hayastan / Հայաստան                 |
| Azerbeidzjan (tot 28 april)     | Democratische Republiek Azerbeidzjan | Azerbeidzjaans: Azərbaycan                   |

### B
| Korte landsnaam (Nederlands) | Officiële landsnaam (Nederlands)               | Korte landsnaam (oorspronkelijke taal/talen) |
| ---------------------------- | ---------------------------------------------- | -------------------------------------------- |
| België                       | Koninkrijk België                              | Frans: Belgique Nederlands: België           |
| Bolivia                      | Republiek Bolivia                              | Spaans: Bolivia                              |
| Brazilië                     | Republiek van de Verenigde Staten van Brazilië | Portugees: Brasil                            |
| Bulgarije                    | Koninkrijk Bulgarije                           | Bulgaars: Bălgarija / България               |

### C
| Korte landsnaam (Nederlands) | Officiële landsnaam (Nederlands) | Korte landsnaam (oorspronkelijke taal/talen) |
| ---------------------------- | -------------------------------- | -------------------------------------------- |
| Chili                        | Republiek Chili                  | Spaans: Chile                                |
| China                        | Republiek China                  | Mandarijn: Zhongguo / 中國                   |
| Colombia                     | Republiek Colombia               | Spaans: Colombia                             |
| Costa Rica                   | Republiek Costa Rica             | Spaans: Costa Rica                           |
| Cuba                         | Republiek Cuba                   | Spaans: Cuba                                 |

### D
| Korte landsnaam (Nederlands) | Officiële landsnaam (Nederlands) | Korte landsnaam (oorspronkelijke taal/talen) |
| ---------------------------- | -------------------------------- | -------------------------------------------- |
| Denemarken                   | Koninkrijk Denemarken            | Deens: Danmark                               |
| Duitsland                    | Duitse Rijk                      | Duits: Deutschland                           |

### E
| Korte landsnaam (Nederlands) | Officiële landsnaam (Nederlands) | Korte landsnaam (oorspronkelijke taal/talen) |
| ---------------------------- | -------------------------------- | -------------------------------------------- |
| Ecuador                      | Republiek Ecuador                | Spaans: Ecuador                              |
| El Salvador                  | Republiek El Salvador            | Spaans: El Salvador                          |
| Estland                      | Republiek Estland                | Estlands: Eesti                              |
| Ethiopië                     | Keizerrijk Ethiopië              | Amhaars: Ītyop'iya / ኢትዮጵያ                   |

### F
| Korte landsnaam (Nederlands) | Officiële landsnaam (Nederlands)            | Korte landsnaam (oorspronkelijke taal/talen) |
| ---------------------------- | ------------------------------------------- | -------------------------------------------- |
| Finland                      | Republiek Finland                           | Fins: Suomi Zweeds: Finland                  |
| Fiume (vanaf 30 december)    | Vrijstaat Fiume (ook wel: Vrijstaat Rijeka) | Duits, Hongaars en Italiaans: Fiume          |
| Frankrijk                    | Franse Republiek                            | Frans: France                                |

### G
| Korte landsnaam (Nederlands) | Officiële landsnaam (Nederlands)      | Korte landsnaam (oorspronkelijke taal/talen) |
| ---------------------------- | ------------------------------------- | -------------------------------------------- |
| Georgië                      | Democratische Republiek Georgië (DRG) | Georgisch: Sak'art'velo / საქართველო         |
| Griekenland                  | Koninkrijk Griekenland                | Grieks: Hellas / 'Ελλας                      |
| Guatemala                    | Republiek Guatemala                   | Spaans: Guatemala                            |

### H
| Korte landsnaam (Nederlands) | Officiële landsnaam (Nederlands) | Korte landsnaam (oorspronkelijke taal/talen) |
| ---------------------------- | -------------------------------- | -------------------------------------------- |
| Haïti                        | Republiek Haïti                  | Frans: Haïti                                 |
| Honduras                     | Republiek Honduras               | Spaans: Honduras                             |
| Hongarije (vanaf 1 maart)    | Koninkrijk Hongarije             | Hongaars: Magyarország                       |

### I
| Korte landsnaam (Nederlands) | Officiële landsnaam (Nederlands) | Korte landsnaam (oorspronkelijke taal/talen) |
| ---------------------------- | -------------------------------- | -------------------------------------------- |
| IJsland                      | Koninkrijk IJsland               | IJslands: Ísland                             |
| Italië                       | Koninkrijk Italië                | Italiaans: Italia                            |

### J
| Korte landsnaam (Nederlands) | Officiële landsnaam (Nederlands)           | Korte landsnaam (oorspronkelijke taal/talen)                     |
| ---------------------------- | ------------------------------------------ | ---------------------------------------------------------------- |
| Japan                        | Groot Keizerrijk Japan                     | Japans: Nihon / 日本                                             |
| Joegoslavië                  | Koninkrijk der Serven, Kroaten en Slovenen | Servo-Kroatisch: Jugoslavija / Југославија Sloveens: Jugoslavija |

### L
| Korte landsnaam (Nederlands) | Officiële landsnaam (Nederlands) | Korte landsnaam (oorspronkelijke taal/talen) |
| ---------------------------- | -------------------------------- | -------------------------------------------- |
| Letland                      | Republiek Letland                | Lets: Latvija                                |
| Liberia                      | Republiek Liberia                | Engels: Liberia                              |
| Liechtenstein                | Vorstendom Liechtenstein         | Duits: Liechtenstein                         |
| Litouwen                     | Republiek Litouwen               | Litouws: Lietuva                             |
| Luxemburg                    | Groothertogdom Luxemburg         | Duits: Luxemburg Frans: Luxembourg           |

### M
| Korte landsnaam (Nederlands) | Officiële landsnaam (Nederlands) | Korte landsnaam (oorspronkelijke taal/talen) |
| ---------------------------- | -------------------------------- | -------------------------------------------- |
| Mexico                       | Verenigde Mexicaanse Staten      | Spaans: México                               |
| Monaco                       | Vorstendom Monaco                | Frans: Monaco                                |

### N
| Korte landsnaam (Nederlands) | Officiële landsnaam (Nederlands) | Korte landsnaam (oorspronkelijke taal/talen) |
| ---------------------------- | -------------------------------- | -------------------------------------------- |
| Nederland                    | Koninkrijk der Nederlanden       | Nederlands: Nederland                        |
| Nicaragua                    | Republiek Nicaragua              | Spaans: Nicaragua                            |
| Noorwegen                    | Koninkrijk Noorwegen             | Noors: Norge                                 |

### O
| Korte landsnaam (Nederlands) | Officiële landsnaam (Nederlands) | Korte landsnaam (oorspronkelijke taal/talen)             |
| ---------------------------- | -------------------------------- | -------------------------------------------------------- |
| Oostenrijk                   | Republiek Oostenrijk             | Duits: Österreich                                        |
| Ottomaanse Rijk              | Sublieme Ottomaanse Staat        | Osmaans: Devlet-i Âliyye-i Osmaniyye / دولتْ علیّه عثمانیّه |

### P
| Korte landsnaam (Nederlands) | Officiële landsnaam (Nederlands) | Korte landsnaam (oorspronkelijke taal/talen) |
| ---------------------------- | -------------------------------- | -------------------------------------------- |
| Panama                       | Republiek Panama                 | Spaans: Panamá                               |
| Paraguay                     | Republiek Paraguay               | Spaans: Paraguay                             |
| Peru                         | Peruviaanse Republiek            | Spaans: Perú                                 |
| Perzië                       | Sublieme Perzische Staat         | Perzisch: Irân / ایران                       |
| Polen                        | Republiek Polen                  | Pools: Polska                                |
| Portugal                     | Portugese Republiek              | Portugees: Portugal                          |

### R
| Korte landsnaam (Nederlands) | Officiële landsnaam (Nederlands)                             | Korte landsnaam (oorspronkelijke taal/talen) |
| ---------------------------- | ------------------------------------------------------------ | -------------------------------------------- |
| Roemenië                     | Koninkrijk Roemenië                                          | Roemeens: România                            |
| Rusland                      | Russische Socialistische Federatieve Sovjetrepubliek (RSFSR) | Russisch: Rossija / Россия                   |

### S
| Korte landsnaam (Nederlands) | Officiële landsnaam (Nederlands) | Korte landsnaam (oorspronkelijke taal/talen) |
| ---------------------------- | -------------------------------- | -------------------------------------------- |
| San Marino                   | Republiek San Marino             | Italiaans: San Marino                        |
| Siam                         | Koninkrijk Siam                  | Thai: Mueang Thai / เมืองไทย                  |
| Spanje                       | Koninkrijk Spanje                | Spaans: España                               |

### T
| Korte landsnaam (Nederlands)                      | Officiële landsnaam (Nederlands) | Korte landsnaam (oorspronkelijke taal/talen) |
| ------------------------------------------------- | -------------------------------- | -------------------------------------------- |
| (tot 30 maart) Tsjecho-Slowakije (vanaf 30 maart) | Tsjechoslowaakse Republiek       | Slowaaks en Tsjechisch: Československo       |

### U
| Korte landsnaam (Nederlands) | Officiële landsnaam (Nederlands)    | Korte landsnaam (oorspronkelijke taal/talen) |
| ---------------------------- | ----------------------------------- | -------------------------------------------- |
| Uruguay                      | Republiek ten oosten van de Uruguay | Spaans: Uruguay                              |

### V
| Korte landsnaam (Nederlands) | Officiële landsnaam (Nederlands)                    | Korte landsnaam (oorspronkelijke taal/talen) |
| ---------------------------- | --------------------------------------------------- | -------------------------------------------- |
| Venezuela                    | Verenigde Staten van Venezuela                      | Spaans: Venezuela                            |
| Verenigd Koninkrijk          | Verenigd Koninkrijk van Groot-Brittannië en Ierland | Engels: United Kingdom                       |
| Verenigde Staten             | Verenigde Staten van Amerika                        | Engels: United States                        |

### Z
| Korte landsnaam (Nederlands) | Officiële landsnaam (Nederlands) | Korte landsnaam (oorspronkelijke taal/talen)     |
| ---------------------------- | -------------------------------- | ------------------------------------------------ |
| Zweden                       | Koninkrijk Zweden                | Zweeds: Sverige                                  |
| Zwitserland                  | Zwitserse Bondsstaat             | Duits: Schweiz Frans: Suisse Italiaans: Svizzera |

## Andere landen

### Dominions van het Britse Rijk
De dominions van het Britse Rijk hadden een grote mate van onafhankelijkheid.
| Korte landsnaam (Nederlands) | Officiële landsnaam (Nederlands) | Korte landsnaam (oorspronkelijke taal/talen) |
| ---------------------------- | -------------------------------- | -------------------------------------------- |
| Australië                    | Gemenebest Australië             | Engels: Australia                            |
| Canada                       | Dominion Canada                  | Engels en Frans: Canada                      |
| Newfoundland                 | Dominion Newfoundland            | Engels: Newfoundland                         |
| Nieuw-Zeeland                | Dominion Nieuw-Zeeland           | Engels: New Zealand                          |
| Unie van Zuid-Afrika         | Unie van Zuid-Afrika             | Engels: South Africa Nederlands: Zuid-Afrika |

### Landen binnen de grenzen van het Ottomaanse Rijk
In onderstaande lijst zijn landen opgenomen die waren uitgeroepen in het gebied dat officieel behoorde tot het Ottomaanse Rijk, maar die de facto onafhankelijk waren door het uiteenvallen van het Ottomaanse Rijk. Het Sjeikdom Opper-Asir (als protectoraat van Hidjaz vanaf augustus) en Najran (een protectoraat van Jemen) zijn niet apart in onderstaande lijst opgenomen.
| Korte landsnaam (Nederlands)    | Officiële landsnaam (Nederlands)                                  | Korte landsnaam (oorspronkelijke taal/talen) |
| ------------------------------- | ----------------------------------------------------------------- | -------------------------------------------- |
| Asir (ook wel: Neder-Asir)      | Idrisidenemiraat Asir                                             | Arabisch: ʿAsīr / عسير                       |
| Bayda                           | Sultanaat Bayda (ook wel: Beda / Baidah)                          | Arabisch: Al-Bayḍā / ٱلْبَيْضَاء                 |
| Hail                            | Emiraat Hail (ook wel: Emiraat Jebel Shammar / Emiraat Al Rashid) | Arabisch: Ḥā'il / حائل                       |
| (tot 1920) Hidjaz (vanaf 1920)  | Koninkrijk Hidjaz                                                 | Arabisch: al-Ḥiǧāz / الحجاز                  |
| Jemen                           | Mutawakkilitisch Koninkrijk Jemen                                 | Arabisch: al-Yaman / اليمن                   |
| Nadjd en Hasa                   | Emiraat Nadjd en Hasa                                             | Arabisch: Najd wal-Āḥsā‘ / نجد والأحساء      |
| Opper-Asir (tot augustus)       | Sjeikdom Opper-Asir                                               | Arabisch:                                    |
| Syrië (van 8 maart tot 24 juli) | Arabische Koninkrijk Syrië                                        | Arabisch: Sūrīyā / سوريا                     |
| Turkije (vanaf 23 april)        | Turkije                                                           | Turks: Türkiye                               |

### Niet algemeen erkende landen
In onderstaande lijst zijn landen opgenomen die een ruime internationale erkenning misten, maar wel de facto onafhankelijk waren en de onafhankelijkheid hadden uitgeroepen.
| Korte landsnaam (Nederlands)              | Officiële landsnaam (Nederlands)                           | Korte landsnaam (oorspronkelijke taal/talen)                                      |
| ----------------------------------------- | ---------------------------------------------------------- | --------------------------------------------------------------------------------- |
| Alaş (tot 26 augustus)                    | Autonoom Alaş                                              | Kazachs en Russisch: Alaş / Алаш                                                  |
| Aussa                                     | Afar Sultanaat Aussa (ook wel: Sultanaat Awsa)             | Afar: Awsa Arabisch: سلطنة عفر                                                    |
| Bergrepubliek (tot juni)                  | Bergrepubliek van de Noordelijke Kaukasus                  | Russisch: Горская республика                                                      |
| Carnaro (van 8 september tot 30 december) | Italiaans Regentschap Carnaro                              | Italiaans: Carnaro                                                                |
| Derwisjstaat (tot 1920)                   | Derwisjstaat                                               | Arabisch: دولة الدراويش Somalisch: Daraawiish                                     |
| Don (tot 1920)                            | Almachtige Leger van Don (Republiek Don)                   | Oekraïens: Донська Республіка Russisch: Donskaja Respoeblika / Донская Республика |
| Flessenhals                               | Vrijstaat Flessenhals                                      | Duits: Flaschenhals                                                               |
| Ierse Republiek                           | Ierse Republiek                                            | Engels: Irish Republic Iers: Poblacht na hÉireann                                 |
| Koeban (tot 17 maart)                     | Volksrepubliek Koeban                                      | Oekraïens: Kuban / Кубань Russisch: Kuban / Куба́нь                                |
| Lemko (tot maart)                         | Roetheense Volksrepubliek Lemko (Republiek Lemko)          | Lemkos: Ruska Narodna Respublika Lemkiv                                           |
| Noord-Ingermanland (tot 5 december)       | Republiek Noord-Ingermanland (Republiek Kirjasalo)         | Fins: Pohjois-Inkeri                                                              |
| Oekraïne                                  | Oekraïense Volksrepubliek (Oekraïense Nationale Republiek) | Oekraïens: Ukrajina (UNR) / Україна (УНР)                                         |
| Perloja                                   | Republiek Perloja                                          | Litouws: Perloja                                                                  |
| (vanaf 1920) Tibet                        | Tibet                                                      | Tibetaans: Bod / བོད་                                                              |
| Zaianen                                   | Confederatie van de Zaianen                                | Atlas-Tamazight: Azayi / ⴰⵥⴰⵢⵢⵉ                                                   |

## Niet-onafhankelijke gebieden
Hieronder staat een lijst van afhankelijke gebieden inclusief Spitsbergen.

### Amerikaanse niet-onafhankelijke gebieden
De Filipijnen en Porto Rico waren organized unincorporated territories, wat wil zeggen dat het afhankelijke gebieden waren van de Verenigde Staten met een bepaalde vorm van zelfbestuur. Daarnaast waren er nog een aantal unorganized unincorporated territories. Deze gebieden waren ook afhankelijke gebieden van de VS, maar kenden geen vorm van zelfbestuur. Alaska en Hawaï waren als organized incorporated territories een integraal onderdeel van de VS en zijn derhalve niet in onderstaande lijst opgenomen.
Diverse eilandgebieden werden door de Verenigde Staten geclaimd als unorganized unincorporated territories, maar werden door andere landen bestuurd. De eilandgebieden Fanning, Funafuti, Kersteiland, Nukufetau, Nukulaelae, Niulakita en Washington vielen onder het bestuur van het Verenigd Koninkrijk als onderdeel van de Gilbert en Ellice-eilanden. De eilandgebieden Atafu, Bowditch en Nukunonu vielen onder het bestuur van het Verenigd Koninkrijk als onderdeel van de Unie-eilanden. De eilandgebieden Manihiki, Penrhyn, Pukapuka en Rakahanga vielen onder het bestuur van het Verenigd Koninkrijk als onderdeel van de Cookeilanden. De eilandgebieden Caroline, Flint, Jarvis, Malden,  Starbuck en Vostok vielen als de Line-eilanden onder het bestuur van het Verenigd Koninkrijk. De eilandgebieden Baker, Birnie, Canton, Enderbury, Gardner, McKean, Phoenix en Sydney vielen als de Phoenixeilanden ook onder het bestuur van het Verenigd Koninkrijk. Minamitorishima (Marcus) stond onder het bestuur van Japan.
| Korte landsnaam (Nederlands)      | Status                               | Korte landsnaam (oorspronkelijke taal/talen)               |
| --------------------------------- | ------------------------------------ | ---------------------------------------------------------- |
| Amerikaanse Maagdeneilanden       | Unorganized unincorporated territory | Engels: United States Virgin Islands                       |
| Amerikaans-Samoa                  | Unorganized unincorporated territory | Engels: American Samoa                                     |
| Danger                            | Unorganized unincorporated territory | Engels: Danger Reef                                        |
| Filipijnen                        | Organized unincorporated territory   | Engels: Philippines Filipijns: Pilipinas Spaans: Filipinas |
| Guam                              | Unorganized unincorporated territory | Engels: Guam                                               |
| Howland                           | Unorganized unincorporated territory | Engels: Howland Island                                     |
| Johnston                          | Unorganized unincorporated territory | Engels: Johnston Atoll                                     |
| Midway                            | Unorganized unincorporated territory | Engels: Midway Islands                                     |
| Navassa                           | Unorganized unincorporated territory | Engels: Navassa Island                                     |
| Panamakanaalzone                  | Unorganized unincorporated territory | Engels: Panama Canal Zone                                  |
| Petreleilanden                    | Unorganized unincorporated territory | Engels: Petrel Islands                                     |
| Puerto Rico (ook wel: Porto Rico) | Organized unincorporated territory   | Engels en Spaans: Porto Rico                               |
| Quita Sueño                       | Unorganized unincorporated territory | Engels: Quitasueño Bank                                    |
| Roncador                          | Unorganized unincorporated territory | Engels: Roncador Bank                                      |
| Serrana                           | Unorganized unincorporated territory | Engels: Serrana Bank                                       |
| Serranilla                        | Unorganized unincorporated territory | Engels: Serranilla Bank                                    |
| Swains                            | Unorganized unincorporated territory | Engels: Swains Island                                      |
| Swaneilanden                      | Unorganized unincorporated territory | Engels: Swan Islands                                       |
| Wake                              | Unorganized unincorporated territory | Engels: Wake Island                                        |

### Australische niet-onafhankelijke gebieden
| Korte landsnaam (Nederlands)     | Status             | Korte landsnaam (oorspronkelijke taal/talen) |
| -------------------------------- | ------------------ | -------------------------------------------- |
| Nieuw-Guinea (vanaf 17 december) | Mandaatgebied      | Engels: New Guinea                           |
| Norfolk                          | Extern territorium | Engels: Norfolk Island                       |
| Papoea                           | Extern territorium | Engels: Papua                                |

### Belgisch-Duitse niet-onafhankelijke gebieden
Neutraal Moresnet was officieel een Belgisch-Duits condominium, maar werd alleen door België bestuurd.
| Korte landsnaam (Nederlands)       | Status                                           | Korte landsnaam (oorspronkelijke taal/talen)                                                             |
| ---------------------------------- | ------------------------------------------------ | --- |
| Neutraal Moresnet (tot 10 januari) | Condominium: Het Onverdeelde Gebied van Moresnet | Duits: Neutral-Moresnet Esperanto: Neŭtra Moresneto Frans: Moresnet neutre Nederlands: Neutraal Moresnet |

### Belgische niet-onafhankelijke gebieden
| Korte landsnaam (Nederlands) | Status  | Korte landsnaam (oorspronkelijke taal/talen)  |
| ---------------------------- | ------- | --------------------------------------------- |
| Belgisch-Congo               | Kolonie | Frans: Congo belge Nederlands: Belgisch-Congo |

### Brits-Franse gebieden
| Korte landsnaam (Nederlands) | Status      | Korte landsnaam (oorspronkelijke taal/talen)  |
| ---------------------------- | ----------- | --------------------------------------------- |
| Nieuwe Hebriden              | Condominium | Engels: New Hebrides Frans: Nouvelle-Hébrides |

### Britse niet-onafhankelijke gebieden
In onderstaande lijst zijn onder meer de Britse (kroon)kolonies en protectoraten weergegeven. Jersey, Guernsey en Man hadden als Britse Kroonbezittingen niet de status van kolonie, maar hadden een andere relatie tot het Verenigd Koninkrijk. Bhutan, Brunei, de Gefedereerde Maleise Staten, Johor, Kedah, Kelantan, Perlis, Sarawak, Terengganu en Tonga stonden als protected states onder Britse protectie, maar waren, in tegenstelling tot daadwerkelijke protectoraten, grotendeels autonoom aangaande interne aangelegenheden. De Britse Salomonseilanden, Fiji (inclusief de Pitcairneilanden), de Gilbert- en Ellice-eilanden (inclusief de Unie-eilanden), de Phoenixeilanden, de Nieuwe Hebriden (een Brits-Frans condominium) en Tonga werden door één enkele vertegenwoordiger van de Britse Kroon bestuurd onder de naam Britse West-Pacifische Territoria, maar zijn wel apart in de lijst opgenomen. Basutoland, Beetsjoeanaland en Swaziland werden door een vertegenwoordiger (de gouverneur-generaal van Zuid-Afrika) bestuurd onder de naam High Commission Territories, maar zijn ook apart in de lijst opgenomen. Brits-Indië is de term die refereert aan het Britse gezag op het Indische subcontinent. Het bestond uit gebieden die onder direct gezag vielen van de Britse Kroon (het eigenlijke Brits-Indië) en vele semi-onafhankelijke vorstenlanden (princely states) die door hun eigen lokale heersers werden bestuurd, maar onderhorig waren aan de Britse kolonisator. Deze vorstenlanden staan niet in onderstaande lijst vermeld, maar zijn weergegeven op de pagina vorstenlanden van Brits-Indië. Brits-Birma en de stad Aden vielen ook onder Brits-Indië en staan derhalve niet apart in onderstaande lijst vermeld. Bahrein, Koeweit, Muscat en Oman, Qatar en de Verdragsstaten stonden onder Britse protectie en vielen als zodanig onder de Persian Gulf Residency in Bushehr dat deel uitmaakte van Brits-Indië. Deze landen hadden echter een grote mate van autonomie en zijn derhalve wel apart opgenomen. Noord-Borneo viel officieel onder de suzereiniteit van het Sultanaat Sulu, maar stond onder Britse protectie en is ook opgenomen in onderstaande lijst.
| Korte landsnaam (Nederlands)    | Status                                                                 | Korte landsnaam (oorspronkelijke taal/talen)                                                                  |
| ------------------------------- | ---------------------------------------------------------------------- | --- |
| Aden                            | Protectoraat                                                           | Arabisch: Maḥmiyyat ʿAdan / محمية عدن Engels: Aden Protectorate                                               |
| Anglo-Egyptisch Soedan          | Condominium                                                            | Arabisch: السودان الأنجلو مصري Engels: Anglo-Egyptian Sudan                                                   |
| Ascension                       | Overzees bezit                                                         | Engels: Ascension Island                                                                                      |
| Ashmorerif                      | Overzees bezit                                                         | Engels: Ashmore Reef                                                                                          |
| Bahama-eilanden                 | Kroonkolonie                                                           | Engels: The Bahamas                                                                                           |
| Bahrein                         | Protected state                                                        | Arabisch: al-Bahrayn / البحرين Engels: Bahrain                                                                |
| Baker                           | Overzees bezit                                                         | Engels: Baker Island                                                                                          |
| Barbados                        | Kroonkolonie                                                           | Engels: Barbados                                                                                              |
| Basutoland                      | Kolonie                                                                | Engels: Basutoland                                                                                            |
| Beetsjoeanaland                 | Protectoraat                                                           | Engels: Bechuanaland                                                                                          |
| Bermuda                         | Kroonkolonie                                                           | Engels: Bermuda                                                                                               |
| Bhutan                          | Protected state: Koninkrijk Bhutan                                     | Dzongkha: Druk Yul / འབྲུག་ཡུལ་ Engels: Bhutan                                                                   |
| Brits-Ceylon                    | Kroonkolonie                                                           | Engels: Ceylon                                                                                                |
| Britse Benedenwindse Eilanden   | Kroonkolonie                                                           | Engels: British Leeward Islands                                                                               |
| Britse Bovenwindse Eilanden     | Kroonkolonie                                                           | Engels: British Windward Islands                                                                              |
| Britse Goudkust                 | Kroonkolonie                                                           | Engels: Gold Coast                                                                                            |
| Britse Salomonseilanden         | Protectoraat                                                           | Engels: British Solomon Islands                                                                               |
| Brits-Guiana                    | Kroonkolonie                                                           | Engels: British Guiana                                                                                        |
| Brits-Honduras                  | Kroonkolonie                                                           | Engels: British Honduras                                                                                      |
| Brits-Indië                     | Kroonkolonie                                                           | Engels: British Raj / Indian Empire / India                                                                   |
| Brits-Oost-Afrika (tot 23 juli) | Protectoraat                                                           | Engels: British East Africa                                                                                   |
| Brits-Somaliland                | Protectoraat                                                           | Engels: British Somaliland                                                                                    |
| Brunei                          | Protected state: Staat Brunei Darussalam                               | Engels en Maleis: Brunei                                                                                      |
| Cartier                         | Overzees bezit                                                         | Engels: Cartier Island                                                                                        |
| Cyprus                          | Bezet gebied                                                           | Engels: Cyprus                                                                                                |
| Egypte                          | Protectoraat: Sultanaat Egypte                                         | Arabisch: Miṣr / مصر Engels: Egypt                                                                            |
| Falklandeilanden                | Kroonkolonie                                                           | Engels: Falkland Islands                                                                                      |
| Fiji                            | Kolonie                                                                | Engels: Fiji                                                                                                  |
| Gambia                          | Protectoraat en Kroonkolonie                                           | Engels: The Gambia                                                                                            |
| Gefedereerde Maleise Staten     | Protected state                                                        | Engels: Federated Malay States Maleis: Negeri-negeri Melayu Bersekutu / نڬري٢ ملايو برسكوتو                   |
| Gibraltar                       | Kroonkolonie                                                           | Engels: Gibraltar                                                                                             |
| Gilbert- en Ellice-eilanden     | Kroonkolonie                                                           | Engels: Gilbert and Ellice Islands                                                                            |
| Guernsey                        | Brits Kroonbezit                                                       | Engels: Guernsey Frans: Guernesey                                                                             |
| Heard en McDonaldeilanden       | Overzees bezit                                                         | Engels: Heard Island and McDonald Islands                                                                     |
| Hongkong                        | Kroonkolonie                                                           | Engels: Hong Kong Kantonees: Hong Kong / 香港                                                                 |
| Irak (vanaf 10 augustus)        | Protectoraat: Koninkrijk Irak                                          | Arabisch: al-ʿIrāq / العراق Engels: Iraq                                                                      |
| Jamaica                         | Kroonkolonie                                                           | Engels: Jamaica                                                                                               |
| Jarvis                          | Overzees bezit                                                         | Engels: Jarvis Island                                                                                         |
| Jersey                          | Brits Kroonbezit                                                       | Engels en Frans: Jersey                                                                                       |
| Johor                           | Protected state                                                        | Engels: Johor Maleis: Johor / جوهور                                                                           |
| Kedah                           | Protected state                                                        | Engels: Kedah Maleis: Kedah / قدح                                                                             |
| Kelantan                        | Protected state                                                        | Engels: Kelantan Maleis: Kelantan / كلنتن                                                                     |
| Kenia (vanaf 23 juli)           | Kroonkolonie en protectoraat                                           | Engels: Kenya                                                                                                 |
| Koeweit                         | Protected state: Sjeikdom Koeweit                                      | Arabisch: al-Kuwayt / الكويت Engels: Kuwait                                                                   |
| Line-eilanden                   | Overzees bezit                                                         | Engels: Line Islands                                                                                          |
| Maldiven                        | Protectoraat: Sultanaat der Maldiven                                   | Engels: Maldive Islands                                                                                       |
| Malta                           | Kroonkolonie                                                           | Engels: Malta                                                                                                 |
| Man                             | Brits Kroonbezit                                                       | Engels: Isle of Man Manx-Gaelisch: Ellan Vannin                                                               |
| Mauritius                       | Kroonkolonie                                                           | Engels: Mauritius                                                                                             |
| Muscat en Oman                  | Protected state: Sultanaat Muscat en Oman                              | Arabisch: Umān / عُمان Engels: Oman                                                                            |
| Nepal                           | Protectoraat: Koninkrijk Nepal                                         | Engels: Nepal Nepalees: Nepal / नेपाल                                                                           |
| Nigeria                         | Kroonkolonie en protectoraat                                           | Engels: Nigeria                                                                                               |
| Noord-Borneo                    | Protected state, formeel onder de suzereiniteit van het Sultanaat Sulu | Engels: North Borneo Maleis: Borneo Utara                                                                     |
| Noord-Rhodesië                  | Eigendom van de British South Africa Company                           | Engels: Northern Rhodesia                                                                                     |
| Nyasaland                       | Protectoraat                                                           | Engels: Nyasaland                                                                                             |
| Oeganda                         | Protectoraat                                                           | Engels: Uganda                                                                                                |
| Palestina (vanaf 20 augustus)   | Mandaatgebied                                                          | Arabisch: Filasţīn / فلسطين Engels: Palestine Hebreeuws: Palestína (EY) / (פָּלֶשְׂתִּינָה (א"י                       |
| Perlis                          | Protected state                                                        | Engels: Perlis Maleis: Perlis / ﭬﺮليس                                                                         |
| Phoenixeilanden                 | Overzees bezit                                                         | Engels: Phoenix Islands                                                                                       |
| Prins Edwardeilanden            | Overzees bezit                                                         | Engels: Prince Edward Islands                                                                                 |
| Qatar                           | Protected state                                                        | Arabisch: Qatar / قطر Engels: Qatar                                                                           |
| Sarawak                         | Protected state: Koninkrijk Sarawak                                    | Engels: Sarawak Maleis: Sarawak / سراوق                                                                       |
| Seychellen                      | Kroonkolonie                                                           | Engels: Seychelles                                                                                            |
| Sierra Leone                    | Kroonkolonie en protectoraat                                           | Engels: Sierra Leone                                                                                          |
| Sint-Helena                     | Kroonkolonie                                                           | Engels: Saint Helena                                                                                          |
| Straits Settlements             | Protectoraat                                                           | Chinees: Hǎixiá zhímíndì / 海峡殖民地 Engels: Straits Settlements Maleis: Negeri-Negeri Selat / نڬري-نڬري سلت |
| Swaziland                       | Protectoraat: Koninkrijk Swaziland                                     | Engels: Swaziland Swazi: eSwatini                                                                             |
| Terengganu                      | Protected state                                                        | Engels: Terengganu Maleis: Terengganu / ترڠڬانو                                                               |
| Tonga                           | Protected state: Koninkrijk Tonga                                      | Engels en Tongaans: Tonga                                                                                     |
| Trinidad en Tobago              | Kroonkolonie                                                           | Engels: Trinidad and Tobago                                                                                   |
| Tristan da Cunha                | Overzees bezit                                                         | Engels: Tristan da Cunha                                                                                      |
| Verdragsstaten                  | Protected state                                                        | Arabisch: ولايات الساحل المتصالح Engels: Trucial States                                                       |
| Victorialand                    | Overzees bezit                                                         | Engels: Victoria Land                                                                                         |
| Zanzibar                        | Protectoraat: Sultanaat Zanzibar                                       | Arabisch: Zanjibār / زنجبار Engels: Zanzibar                                                                  |
| Zuid-Rhodesië                   | Eigendom van de British South Africa Company                           | Engels: Southern Rhodesia                                                                                     |

### Deense niet-onafhankelijke gebieden
Faeröer was een provincie van Denemarken en was dus eigenlijk een integraal onderdeel van dat land. Desondanks zijn de Faeröer wel in onderstaande lijst opgenomen, omdat het wel als apart afhankelijk gebied kan worden beschouwd. IJsland was in personele unie met Denemarken verbonden, maar was wel een onafhankelijk land en is derhalve niet in onderstaande lijst opgenomen.
| Korte landsnaam (Nederlands) | Status    | Korte landsnaam (oorspronkelijke taal/talen) |
| ---------------------------- | --------- | -------------------------------------------- |
| Faeröer                      | Provincie | Deens: Færøerne                              |
| Groenland                    | Kolonie   | Deens: Grønland                              |

### Ethiopische niet-onafhankelijke gebieden
| Korte landsnaam (Nederlands) | Status                       | Korte landsnaam (oorspronkelijke taal/talen) |
| ---------------------------- | ---------------------------- | -------------------------------------------- |
| Jimma                        | Vazalstaat: Koninkrijk Jimma | Afaan Oromo: Jimmaa                          |

### Finse niet-onafhankelijke gebieden
Åland maakte eigenlijk integraal onderdeel uit van Finland, maar had sinds de Vrede van Parijs (1856) een internationaal erkende speciale status.
| Korte landsnaam (Nederlands) | Status                                                               | Korte landsnaam (oorspronkelijke taal/talen) |
| ---------------------------- | -------------------------------------------------------------------- | -------------------------------------------- |
| Åland                        | Gebied met speciale status (tot 7 mei) Autonoom gebied (vanaf 7 mei) | Zweeds: Åland                                |

### Franse niet-onafhankelijke gebieden
Frans-West-Afrika was een federatie van Franse koloniën bestaande uit Dahomey, Frans-Guinea, Ivoorkust, Mauritanië (een kolonie vanaf 12 januari, daarvoor een territorium), Niger (een civiel territorium vanaf 4 december, daarvoor een militair territorium), Opper-Senegal en Niger (vanaf 4 december Frans-Soedan), Opper-Volta en Senegal. Frans-Equatoriaal Afrika was een kolonie die bestond uit vier territoria: Gabon, Midden-Congo, Oubangui-Chari en Tsjaad. De Unie van Indochina, ofwel Frans-Indochina, was een federatie die bestond uit het Protectoraat Cambodja, het Koninkrijk Laos, het Protectoraat Annam, het Protectoraat Tonkin en de kolonie Frans-Cochin-China. Het Frans Mandaat voor Syrië en Libanon was een mandaatgebied dat bestond uit het Alawietenterritorium, Groot-Libanon, Damascus en Aleppo. De onderdelen van dit mandaat zijn echter wel afzonderlijk weergegeven. Algerije werd, met uitzondering van de zuidelijke territoria, bestuurd als een integraal onderdeel van Frankrijk, maar is wel apart in de lijst opgenomen. Wallis en Futuna werd bestuurd door de gouverneur van Nieuw-Caledonië, maar was geen onderdeel van de kolonie en is ook in de lijst opgenomen. 
| Korte landsnaam (Nederlands)             | Status                                                                      | Korte landsnaam (oorspronkelijke taal/talen)                            |
| ---------------------------------------- | --------------------------------------------------------------------------- | ----------------------------------------------------------------------- |
| Adélieland                               | Overzees bezit                                                              | Frans: Terre Adélie                                                     |
| Alawietenterritorium (vanaf 2 september) | Onderdeel van het Frans Mandaat voor Syrië en Libanon: Alawietenterritorium | Arabisch: al-‘Alawiyyīn / العلويين Frans: Alaouites                     |
| Aleppo (vanaf 1 september)               | Onderdeel van het Frans Mandaat voor Syrië en Libanon: Staat Aleppo         | Arabisch: Ḥalab / حلب Frans: Alep                                       |
| Algerije                                 | Verzameling departementen en territoria                                     | Frans: Algérie                                                          |
| Crozeteilanden                           | Overzees bezit                                                              | Frans: Îles Crozet                                                      |
| Damascus (vanaf 3 september)             | Onderdeel van het Frans Mandaat voor Syrië en Libanon: Staat Damascus       | Arabisch: Dimashq / دمشق Frans: Damas                                   |
| Frans-Equatoriaal-Afrika                 | Kolonie                                                                     | Frans: Afrique équatoriale française                                    |
| Frans-Guyana                             | Kolonie                                                                     | Frans: Guyane                                                           |
| Frans-Indië                              | Kolonie                                                                     | Frans: Établissements français de l'Inde                                |
| Frans-Madagaskar                         | Kolonie                                                                     | Frans: Madagascar                                                       |
| Frans-Marokko                            | Protectoraat                                                                | Arabisch: al-Maghrib / المغرب Frans: Maroc                              |
| Frans-Oceanië                            | Kolonie                                                                     | Frans: Océanie française                                                |
| Frans-Somaliland                         | Kolonie                                                                     | Frans: Côte française des Somalis                                       |
| Frans-West-Afrika                        | Kolonie                                                                     | Frans: Afrique occidentale française                                    |
| Groot-Libanon (vanaf 1 september)        | Onderdeel van het Frans Mandaat voor Syrië en Libanon: Staat Groot-Libanon  | Arabisch: Dawlat Lubnān al-Kabīr / دولة لبنان الكبير Frans: Grand Liban |
| Guadeloupe                               | Kolonie                                                                     | Frans: Guadeloupe                                                       |
| Kerguelen                                | Overzees bezit                                                              | Frans: Îles Kerguelen                                                   |
| Martinique                               | Kolonie                                                                     | Frans: Martinique                                                       |
| Nieuw-Caledonië                          | Kolonie                                                                     | Frans: Nouvelle-Calédonie                                               |
| Réunion                                  | Kolonie                                                                     | Frans: Réunion                                                          |
| Saint-Paul en Amsterdam                  | Overzees bezit                                                              | Frans: Saint-Paul-et-Amsterdam                                          |
| Saint-Pierre en Miquelon                 | Kolonie                                                                     | Frans: Saint-Pierre et Miquelon                                         |
| Tunesië                                  | Protectoraat                                                                | Arabisch: Tūnis / تونس Frans: Tunisie                                   |
| Unie van Indochina                       | Federatie van Franse koloniën en protectoraten: Indo-Chinese Federatie      | Frans: Fédération indochinoise                                          |
| Wallis en Futuna                         | Protectoraat                                                                | Frans: Wallis-et-Futuna                                                 |

### Internationale niet-onafhankelijke gebieden
| Korte landsnaam (Nederlands)  | Status                                                       | Korte landsnaam (oorspronkelijke taal/talen)                           |
| ----------------------------- | ------------------------------------------------------------ | ---------------------------------------------------------------------- |
| Danzig (vanaf 10 januari)     | Vrije stad onder toezicht van de Volkenbond                  | Duits: Danzig Pools: Gdańsk                                            |
| Memelland (vanaf 10 januari)  | Mandaatgebied van de Volkenbond onder Frans bestuur          | Duits: Memelland Frans: Territoire de Memel Litouws: Klaipėdos kraštas |
| Saargebied (vanaf 10 januari) | Mandaatgebied van de Volkenbond onder Frans en Brits bestuur | Duits: Saargebiet Engels: Saar Frans: Sarre                            |

### Italiaanse niet-onafhankelijke gebieden
| Korte landsnaam (Nederlands) | Status  | Korte landsnaam (oorspronkelijke taal/talen) |
| ---------------------------- | ------- | -------------------------------------------- |
| Italiaans-Eritrea            | Kolonie | Italiaans: Eritrea                           |
| Italiaans-Noord-Afrika       | Kolonie | Italiaans: Africa Settentrionale Italiana    |
| Italiaans-Somaliland         | Kolonie | Italiaans: Somalia Italiana                  |

### Japanse niet-onafhankelijke gebieden
| Korte landsnaam (Nederlands)              | Status             | Korte landsnaam (oorspronkelijke taal/talen)  |
| ----------------------------------------- | ------------------ | --------------------------------------------- |
| Korea                                     | Afhankelijk gebied | Japans: Chōsen / 朝鮮 Koreaans: Chosŏn / 한국 |
| Taiwan                                    | Afhankelijk gebied | Chinees: Táiwān / 臺灣 Japans: Taiwan / 台湾  |
| Zuid-Pacifisch Mandaatgebied (vanaf 1920) | Mandaatgebied      | Japans: Nan'yō-chō / 南洋庁                   |

### Nederlandse niet-onafhankelijke gebieden
| Korte landsnaam (Nederlands) | Status             | Korte landsnaam (oorspronkelijke taal/talen) |
| ---------------------------- | ------------------ | -------------------------------------------- |
| Curaçao                      | Overzees rijksdeel | Nederlands: Curaçao en Onderhorigheden       |
| Nederlands-Indië             | Overzees rijksdeel | Nederlands: Nederlandsch-Indië               |
| Suriname                     | Overzees rijksdeel | Nederlands: Suriname                         |

### Nieuw-Zeelandse niet-onafhankelijke gebieden
| Korte landsnaam (Nederlands)   | Status             | Korte landsnaam (oorspronkelijke taal/talen) |
| ------------------------------ | ------------------ | -------------------------------------------- |
| Cookeilanden                   | Afhankelijk gebied | Engels: Cook Islands                         |
| Niue                           | Afhankelijk gebied | Engels: Niue                                 |
| West-Samoa (vanaf 17 december) | Mandaatgebied      | Engels: Western Samoa                        |

### Noorse niet-onafhankelijke gebieden
Spitsbergen maakte eigenlijk integraal onderdeel uit van Noorwegen, maar had volgens het Spitsbergenverdrag een internationaal erkende speciale status met grote autonomie.
| Korte landsnaam (Nederlands)   | Status                     | Korte landsnaam (oorspronkelijke taal/talen) |
| ------------------------------ | -------------------------- | -------------------------------------------- |
| Spitsbergen (vanaf 9 februari) | Gebied met speciale status | Noors: Svalbard                              |
| Sverdrup-eilanden              | Overzees bezit             | Noors: Sverdrupøyene                         |

### Ottomaanse niet-onafhankelijke gebieden
| Korte landsnaam (Nederlands)           | Status                                 | Korte landsnaam (oorspronkelijke taal/talen)                  |
| -------------------------------------- | -------------------------------------- | ------------------------------------------------------------- |
| Noord-Kaukasisch Emiraat (tot januari) | Protectoraat: Noord-Kaukasisch Emiraat | Russisch: Severo-Kavkazskij èmirat / Северо-Кавказский эмират |

### Poolse niet-onafhankelijke gebieden
| Korte landsnaam (Nederlands)       | Status                                | Korte landsnaam (oorspronkelijke taal/talen)                                                    |
| ---------------------------------- | ------------------------------------- | ----------------------------------------------------------------------------------------------- |
| Midden-Litouwen (vanaf 12 oktober) | Vazalstaat: Republiek Midden-Litouwen | Litouws: Vidurio Lietuva Pools: Litwa Środkowa Wit-Russisch: Сярэдняя Літва / Siaredniaja Litva |

### Portugese niet-onafhankelijke gebieden
| Korte landsnaam (Nederlands)                | Status                                             | Korte landsnaam (oorspronkelijke taal/talen) |
| ------------------------------------------- | -------------------------------------------------- | -------------------------------------------- |
| Cabo Delgado en Niassa                      | Gebied onder beheer van de Companhia do Niassa     | Portugees: Cabo Delgado e Niassa             |
| Kaapverdië                                  | Kolonie                                            | Portugees: Cabo Verde                        |
| Macau                                       | Kolonie                                            | Portugees: Macau                             |
| Manica en Sofala                            | Gebied onder beheer van de Companhia de Moçambique | Portugees: Manica e Sofala                   |
| Portugees-Guinea                            | Kolonie                                            | Portugees: Guiné Portuguesa                  |
| Portugees-Indië (ook wel: Goa)              | Kolonie                                            | Portugees: Estado da Índia Portuguesa        |
| Portugees-Oost-Afrika (ook wel: Mozambique) | Kolonie                                            | Portugees: África Oriental Portuguesa        |
| Portugees-Timor                             | Kolonie                                            | Portugees: Timor Português                   |
| Portugees-West-Afrika (ook wel: Angola)     | Kolonie                                            | Portugees: África Ocidental Portuguesa       |
| Sao Tomé en Principe                        | Kolonie                                            | Portugees: São Tomé e Príncipe               |

### Russische niet-onafhankelijke gebieden
| Korte landsnaam (Nederlands)                        | Status                                                                                              | Korte landsnaam (oorspronkelijke taal/talen)                        |
| --------------------------------------------------- | --------------------------------------------------------------------------------------------------- | ------------------------------------------------------------------- |
| Armenië (vanaf 29 november)                         | Vazalstaat: Armeense Socialistische Sovjetrepubliek                                                 | Armeens: Hayastan / Հայաստան Russisch: Арме́ния                      |
| Azerbeidzjan (vanaf 28 april)                       | Vazalstaat: Azerbeidzjaanse Socialistische Sovjetrepubliek                                          | Azerbeidzjaans: Azərbaycan Russisch: Азербайджа́н                    |
| Boechara (tot 8 oktober) Boechara (vanaf 8 oktober) | Protectoraat: Emiraat Boechara (tot 8 oktober) Vazalstaat: Volksrepubliek Buchara (vanaf 8 oktober) | Oezbeeks: Buxoro / Бухоро Russisch: Бухара́ Tadzjieks: Бухоро        |
| Chorasmië (vanaf 30 april)                          | Vazalstaat: Volksrepubliek Chorasmië                                                                | Oezbeeks: Xorazm Russisch: Хорезм                                   |
| Galicië (van 8 juli tot 21 september)               | Vazalstaat: Galicische Socialistische Sovjetrepubliek                                               | Oekraïens: Halytsjyna / Галичина Pools: Galicja Russisch: Галиция   |
| Gilan (vanaf juni)                                  | Vazalstaat: Perzische Socialistische Sovjetrepubliek                                                | Perzisch: Gilan / گیلان Russisch: Гилян                             |
| Letland (tot 13 januari)                            | Vazalstaat: Letse Socialistische Sovjetrepubliek                                                    | Lets: Latvija Russisch: Ла́твия                                      |
| Oekraïne                                            | Vazalstaat: Oekraïense Socialistische Sovjetrepubliek                                               | Oekraïens: Ukrajina / Україна Russisch: Украи́на                     |
| Siberië: Vladivostok en Omsk (tot 7 februari)       | Vazalstaat: Sociaal-revolutionaire-mensjewistische Voorlopige Regering van Autonoom Siberië         | Russisch: Временное Сибирское правительство                         |
| Verre-Oostelijke Republiek (vanaf 6 april)          | Vazalstaat: Verre-Oostelijke Republiek                                                              | Russisch: Dalnevostotsjnaja Respublika / Дальневосточная Республика |
| Xiva (tot 30 april)                                 | Protectoraat: Kanaat Xiva                                                                           | Oezbeeks en Russisch: Chiva / Хива Perzisch: Chiveh / خیوه          |

### Spaanse niet-onafhankelijke gebieden
| Korte landsnaam (Nederlands) | Status         | Korte landsnaam (oorspronkelijke taal/talen)                                  |
| ---------------------------- | -------------- | ----------------------------------------------------------------------------- |
| Fernando Poo                 | Kolonie        | Spaans: Fernando Pó                                                           |
| Ifni                         | Protectoraat   | Spaans: Ifni                                                                  |
| Río de Oro                   | Protectoraat   | Spaans: Río de Oro                                                            |
| Río Muni                     | Kolonie        | Spaans: Río Muni                                                              |
| Saguia el Hamra              | Overzees bezit | Spaans: Saguia el Hamra                                                       |
| Spaans-Marokko               | Protectoraat   | Arabisch: Isbāniyā fi-l-Magrib / إسبَانِيَا بالمَغْربْ Spaans: Español de Marruecos |

### Zuid-Afrikaanse niet-onafhankelijke gebieden
| Korte landsnaam (Nederlands) | Status        | Korte landsnaam (oorspronkelijke taal/talen)                                    |
| ---------------------------- | ------------- | ------------------------------------------------------------------------------- |
| Zuidwest-Afrika              | Mandaatgebied | Afrikaans: Suidwes-Afrika Engels: South West Africa Nederlands: Zuidwest-Afrika |